# 宮崎県道313号杉安高鍋線
宮崎県道313号杉安高鍋線（みやざきけんどう313ごう すぎやすたかなべせん）は、宮崎県西都市から児湯郡高鍋町に至る一般県道である。

## 概要

### 路線データ
- 起点：西都市大字穂北（杉安交差点、国道219号交点）
- 終点：児湯郡高鍋町大字上江（高鍋町黒谷交差点、宮崎県道24号高鍋高岡線交点）

## 歴史
- 1959年（昭和34年）10月6日 - 宮崎県告示第471号[1]により路線認定される。当時の整理番号は51。

## 地理

### 通過する自治体
- 西都市
- 児湯郡高鍋町

### 交差する道路
| 交差する道路            | 市町村名 | 市町村名 | 交差する場所 | 交差する場所            |
| ----------------------- | -------- | -------- | ------------ | ----------------------- |
| 国道219号               | 西都市   | 西都市   | 大字穂北     | 杉安交差点 / 起点       |
| 宮崎県道22号東郷西都線  | 西都市   | 西都市   | 大字穂北     |                         |
| 宮崎県道312号木城西都線 | 西都市   | 西都市   | 大字茶臼原   |                         |
| 宮崎県道24号高鍋高岡線  | 児湯郡   | 高鍋町   | 大字上江     | 高鍋町黒谷交差点 / 終点 |

### 沿線
- 高鍋町総合体育館